# Плюс Ліга
Плюс Ліга (PlusLiga, до 2008 року Polska Liga Siatkówki) — найвищий клас ігор чоловічої волейбольної ліги в Польщі, що є водночас найвищим рівнем у країні.

## Історія
Змагання проходять циклічно (кожен сезон) за круговою системою з етапом плей-офф наприкінці кожної першості та призначені для найкращих польських волейбольних клубів. Переможець Плюс Ліги стає чемпіоном Польщі. Команди-лідери в підсумковій класифікації кожного сезону здобувають право грати в єврокубках у наступному сезоні (Ліга чемпіонів ЄКВ, Кубок ЄКВ, Кубок виклику). 
У сезоні 2022-2023 вперше брав участь клуб із-за кордону, яким став український «Барком-Кажани» зі Львова.
Нинішнім переможцем Плюс Ліги (сезон 2022—2023) є фіналіст Ліги чемпіонів ЄКВ 2022—2023 — клуб «Ястшембський Венґель» (Ястшембе-Здруй).

## Учасники
- «Варта» (Заверці)
- «Ресовія» (Ряшів)
- «Чарні Радом» (Радом)
- «Купрум» (Любін)
- «Гданськ» (Гданськ)
- «Проєкт» (Варшава)
- «Ольштин» (Ольштин)
- «Ястшембський Венґель» (Ястшембе-Здруй)
- «Скра» (Белхатів)
- «ГКС» (Катовиці)
- «Слепськ Сувалки» (Сувалки)
- «Сталь Ниса» (Ниса)
- «Норвід Ченстохова» (Ченстохова)
- «ЛУК Люблін» (Люблін)
- «ЗАКСА» (Кендзежин-Козьле)
- «Барком-Кажани» (Львів)

## Медалісти
| Сезон     | Переможець                                                          | Віцечемпіон                                                         | 3 місце                                                             |
| --------- | ------------------------------------------------------------------- | ------------------------------------------------------------------- | ------------------------------------------------------------------- |
| 2000/01   | Мостосталь (Кендзежин-Козьле)                                       | Галяксія Юрайська АЗС Банк Ченстохова (Ченстохова)                  | Ястшембе Бориня (Ястшембе-Здруй)                                    |
| 2001/02   | Мостосталь-Азоти (Кендзежин-Козьле)                                 | Галяксія Юрайська АЗС Банк Ченстохова (Ченстохова)                  | ЕКС Скра (Белхатів)                                                 |
| 2002/03   | Мостосталь-Азоти (Кендзежин-Козьле)                                 | Галяксія Памаполь Кафе АЗС Ченстохова (Ченстохова)                  | КС Іветт Ястшембе Бориня (Ястшембе-Здруй)                           |
| 2003/04   | КС Іветт Ястшембе Бориня (Ястшембе-Здруй)                           | АЗС Ольштин (Ольштин)                                               | Памаполь АЗС Ченстохова (Ченстохова)                                |
| 2004/2005 | Скра (Белхатів)                                                     | ПЗУ АЗС Ольштин (Ольштин)                                           | Памаполь Домекс АЗС Ченстохова (Ченстохова)                         |
| 2005/06   | Скра (Белхатів)                                                     | Ястшембський Венґель (Ястшембе-Здруй)                               | ПЗУ АЗС Ольштин (Ольштин)                                           |
| 2006/07   | Скра (Белхатів)                                                     | Ястшембський Венґель (Ястшембе-Здруй)                               | ПЗУ АЗС Ольштин (Ольштин)                                           |
| 2007/08   | Скра (Белхатів)                                                     | АЗС Ченстохова (Ченстохова)                                         | Млекполь АЗС Ольштин (Ольштин)                                      |
| 2008/09   | Скра (Белхатів)                                                     | Ресовія (Ряшів)                                                     | Ястшембський Венґель (Ястшембе-Здруй)                               |
| 2009/10   | Скра (Белхатів)                                                     | Ястшембський Венґель (Ястшембе-Здруй)                               | Ресовія (Ряшів)                                                     |
| 2010/11   | Скра (Белхатів)                                                     | ЗАКСА (Кендзежин-Козьле)                                            | Ресовія (Ряшів)                                                     |
| 2011/12   | Ресовія (Ряшів)                                                     | Скра (Белхатів)                                                     | ЗАКСА (Кендзежин-Козьле)                                            |
| 2012/13   | Ресовія (Ряшів)                                                     | ЗАКСА (Кендзежин-Козьле)                                            | Ястшембський Венґель (Ястшембе-Здруй)                               |
| 2013/14   | Скра (Белхатів)                                                     | Ресовія (Ряшів)                                                     | Ястшембський Венґель (Ястшембе-Здруй)                               |
| 2014/15   | Ресовія (Ряшів)                                                     | Лотос Трефль (Гданськ)                                              | Скра (Белхатів)                                                     |
| 2015/16   | ЗАКСА (Кендзежин-Козьле)                                            | Ресовія (Ряшів)                                                     | Скра (Белхатів)                                                     |
| 2016/17   | ЗАКСА (Кендзежин-Козьле)                                            | Скра (Белхатів)                                                     | Ястшембський Венґель (Ястшембе-Здруй)                               |
| 2017/18   | Скра (Белхатів)                                                     | ЗАКСА (Кендзежин-Козьле)                                            | Трефль Гданськ (Гданськ)                                            |
| 2018/19   | ЗАКСА (Кендзежин-Козьле)                                            | Проєкт (Варшава)                                                    | Ястшембський Венґель (Ястшембе-Здруй)                               |
| 2019/20   | Через пандемію COVID-19 розіграш першості припинили та не поновили. | Через пандемію COVID-19 розіграш першості припинили та не поновили. | Через пандемію COVID-19 розіграш першості припинили та не поновили. |
| 2020/21   | Ястшембський Венґель (Ястшембе-Здруй)                               | ЗАКСА (Кендзежин-Козьле)                                            | Проєкт (Варшава)                                                    |
| 2021/22   | ЗАКСА (Кендзежин-Козьле)                                            | Ястшембський Венґель (Ястшембе-Здруй)                               | Алюрон Сі-Ем-Сі Варта (Заверці)                                     |
| 2022/23   | Ястшембський Венґель (Ястшембе-Здруй)                               | ЗАКСА (Кендзежин-Козьле)                                            | Ресовія (Ряшів)                                                     |
| 2023/24   | Ястшембський Венґель (Ястшембе-Здруй)                               | Алюрон Сі-Ем-Сі Варта (Заверці)                                     | Проєкт (Варшава)                                                    |

## Кращі гравці (MVP)
- Пйотр Габрих 2004
- Пйотр Ґрушка 2005
- Маріуш Влязлий 2006
- Павел Загумний 2007
- Маріуш Влязлий 2008
- Стефан Антіґа 2009
- Маріуш Влязлий 2010
- Маріуш Влязлий 2011[1]
- Ґеорґ Ґрозер 2012[2]
- Луїс Феліпе Фонтелеш 2013[3]
- Маріуш Влязлий 2014[4]
- Йохен Шепс 2015[5]
- Бенжамен Тоньютті 2016[6]
- Сем Деру 2017[7]
- Маріуш Влязлий 2018[8]
- Марцін Януш 2022
- Томаш Форналь 2023[9]